# Помилка виключних засновків
Помилка виключних засновків — це силогічна помилка, вчинена в категоричному силогізмі, який є недійсним, оскільки обидва його засновки є негативними.
Приклад недійсного силогізму типу EOO-4
E Засновок: Жодна кішка не є собакою.
O Засновок: Деякі собаки не є домашніми тваринами.
O Висновок: Отже, деякі домашні тварини не є кішками.
Пояснення прикладу 1:
Це може здатися логічним висновком, оскільки здається логічно виведеним, що якщо деякі собаки не є домашніми тваринами, то, безперечно, деякі є домашніми тваринами, інакше в передумові було б зазначено «Жодні собаки не є домашніми тваринами», а якщо деякі домашні тварини є собаками, то не всі домашні тварини можуть бути кішками, отже, деякі домашні тварини не є кішками. Але якщо це припущення застосувати до остаточного твердження, то ми робимо висновок: деякі домашні тварини — це кішки. Але це не підтверджується жодною передумовою. Кішки, які не є собаками, і стан собак як домашніх тварин чи ні, не має нічого спільного з тим, чи є кішки домашніми тваринами. Дві негативні посилки не можуть дати логічну основу для висновку, оскільки вони завжди будуть незалежними твердженнями, які не можуть бути безпосередньо пов'язані, тому назва «виключні засновки». Це стає більш зрозумілим, коли суб'єкти в аргументації більш чітко не пов'язані між собою, наприклад:
Додатковий приклад недійсного силогізму EOO-4
E Засновок: Жодні планети не є собаками.
O Засновок: Деякі собаки не є домашні тварини.
O Висновок: Отже, деякі домашні тварини не є планетами.
Пояснення прикладу 2:
У цьому прикладі ми можемо чіткіше побачити, що фізична різниця між собакою і планетою не має ніякого відношення до одомашнення собак. Ці два засновки є виключними, і наступний висновок є безглуздим, оскільки транспонування означало б, що деякі домашні тварини є планетами.
Правдоподібність остаточного твердження не має відношення до цієї помилки. Висновки в обох прикладах не є суперечливими; проте обидва висновки засновані на хибній логіці і не вважаються достовірними аргументами.